# 莎倫·安布羅斯
莎倫·帕特里夏·安布羅斯（舊姓康奈利（英語：Connelly）；1939年9月9日—2017年4月1日），是美國的民主黨政治人物，前哥伦比亚特区议会議員。

## 生平
安布羅斯於芝加哥出生，1961年在聖澤維爾學院獲得英國文學文学士，到1965年任職於美國國家稅務局，並與丈夫邁克爾移居到哥伦比亚特区，之後成為卫生及公共服务部的副專員。
1997年，安布羅斯當選為哥伦比亚特区议会第六選區議員，2002年連任，到2007年不再參選。
2017年4月1日，她因為多種疾病在喬治華盛頓大學醫院去世。

## 外部連結
- 莎倫·安布羅斯 （页面存档备份，存于）在华盛顿邮报的選民指南

| 哥倫比亞特區議會     | 哥倫比亞特區議會                                 | 哥倫比亞特區議會     |
| -------------------- | ------------------------------------------------ | -------------------- |
| 前任者： 哈羅德·巴西 | 哥倫比亞特區議會第六選區 議會議員 1997年－2007年 | 繼任者： 湯米·韋爾斯 |